# Hallertau Hersbrucker
Hallertau Hersbrucker is een hopvariëteit, gebruikt voor het brouwen van bier.
Deze hopvariëteit is een “aromahop”, bij het bierbrouwen voornamelijk gebruikt vanwege zijn aromatische eigenschappen. Deze oude traditionele Duitse hopvariëteit wordt veel gebruikt in de Duitse pilsen. De hop werd vernoemd naar de regio Hersbruck maar wordt ook geteeld in de regio’s Spalt en Hallertau. Het is een vervanger van de Hallertau Mittelfrüh wegens betere ziekteresistentie.

## Kenmerken
- Alfazuur: 2 – 5,5%
- Bètazuur: 4 – 5,5%
- Eigenschappen: licht hoppig met grasachtige kruidige toets